# Mjösjön (Överluleå socken, Norrbotten, 733155-177241)
Mjösjön är en sjö i Bodens kommun i Norrbotten och ingår i Altersundets huvudavrinningsområde. Sjön har en area på 0,294 kvadratkilometer och ligger 25,1 meter över havet. Sjön avvattnas av vattendraget Altersundet (Brobyån).

## Delavrinningsområde
Mjösjön ingår i det delavrinningsområde (733407-177207) som SMHI kallar för Inloppet i Hundsjön. Medelhöjden är 77 meter över havet och ytan är 24,94 kvadratkilometer. Det finns inga avrinningsområden uppströms utan avrinningsområdet är högsta punkten. Avrinningsområdets utflöde Altersundet (Brobyån) mynnar i havet. Avrinningsområdet består mestadels av skog (80 procent). Avrinningsområdet har 1,97 kvadratkilometer vattenytor vilket ger det en sjöprocent på 3,3 procent.